# The Singles 1992-2003
| Recensione | Giudizio |
| ---------- | -------- |
| AllMusic   | [ 10 ]   |

The Singles 1992-2003 è il primo greatest hits della band californiana No Doubt, pubblicato il 25 novembre 2003.

## Descrizione
L'album contiene 13 singoli pubblicati nel corso della carriera del gruppo, a partire da Trapped in a Box (pubblicato in maniera indipendente nel 1992), passando per gli estratti dagli album di maggior successo della band, ossia Tragic Kingdom, Return of Saturn e Rock Steady. Non sono invece presenti i due singoli estratti da The Beacon Street Collection, che furono diffusi anch'essi in maniera indipendente (Squeal e Doghouse), così come non sono presenti gli ultimi due estratti da Tragic Kingdom (Happy Now? ed Hey You!). Sono presenti inoltre il brano It's My Life, cover del brano portato al successo dai Talk Talk nel 1984, e un remix di Hey Baby chiamato Girls Get The Bass On The Back e realizzato da Philip Steir.
Il brano It's My Life è stato pubblicato come singolo il 30 ottobre 2003.
La produzione è iniziata nel settembre 2003, con la registrazione di It's My Life, prodotto come singolo da Nellee Hooper. Il videoclip del brano è stato girato da David LaChapelle presso l'Hotel Ambassador di Los Angeles.
Quasi contemporaneamente (a seconda delle date di pubblicazione decise per le diverse nazioni) la pubblicazione del disco, è stata pubblicata una raccolta di b-sides, remix e rarità chiamata Boom Box
Nel 2004 è uscito il DVD The Videos 1992-2003 contenente i video musicali della band.

### Icon
Icon è una raccolta pubblicata dai No Doubt il 2 novembre 2010 e contenente la stessa tracklist dell'album The Singles 1992-2003, anche se con una nuova grafica e un prezzo più basso.

## Tracce
1. Just a Girl – 3:26 (Gwen Stefani, Tom Dumont)
2. It's My Life – 3:46 (Mark Hollis, Tim Friese-Greene)
3. Hey Baby (featuring Bounty Killer) – 3:27 (Gwen Stefani, Tony Kanal, Tom Dumont, Rodney Price)
4. Bathwater – 4:00 (Gwen Stefani, Tom Dumont, Tony Kanal)
5. Sunday Morning – 4:31 (Tony Kanal, Gwen Stefani, Eric Stefani)
6. Hella Good – 4:02 (Gwen Stefani, Pharrell Williams, Chad Hugo, Tony Kanal)
7. New – 4:24 (Gwen Stefani, Tom Dumont)
8. Underneath It All (featuring Lady Saw) – 5:02 (Gwen Stefani, David Stewart)
9. Excuse Me Mr. – 3:04 (Gwen Stefani, Tom Dumont)
10. Running – 4:01 (Gwen Stefani, Tony Kanal)
11. Spiderwebs – 4:27 (Gwen Stefani, Tony Kanal)
12. Simple Kind of Life – 4:16 (Gwen Stefani)
13. Don't Speak – 4:22 (Eric Stefani, Gwen Stefani)
14. Ex-Girlfriend – 3:31 (Gwen Stefani, Tom Dumont, Tony Kanal)
15. Trapped in a Box – 3:23 (Eric Stefani, Tony Kanal, Gwen Stefani, Tom Dumont)
16. Girls Get The Bass On The Back (Hey Baby Remix) (featuring Bounty Killer) – 6:14 (Gwen Stefani, Tom Dumont, Tony Kanal, Rodney Price)

## Formazione

### Gruppo
- Gwen Stefani – voce
- Tom Dumont - chitarre, tastiere
- Tony Kanal – basso, tastiere, sax in Underneath It All
- Adrian Young – batteria, percussioni
- Eric Stefani – piano, tastiere (1986-1995)

### Altri musicisti
- Gabrial McNair - trombone in Bathwater, Underneath It All, Excuse Me Mr. e Spiderwebs, tastiere in It's My Life e Underneath It All, piano in Bathwater e Ex-Girlfriend, synth in New e Ex-Girlfriend, mellotron in Simple Kind of Life
- Stephen Bradley - tromba in Batwater
- Bounty Killer - voce in Hey Baby e Girls Get the Bass on the Back
- Lady Saw - voce in Underneath It All
- Matthew Wilder - tastiere in Just a Girl
- Phil Jordan - tromba in Excuse Me Mr. e Spiderwebs
- Robbie Shakespeare - basso acustico in Underneath It All
- Andy Potts - sax in Underneath It All
- Django Stewart - sax in Underneath It All
- Melissa Hasin - violoncello in Don't Speak
- Eric Carpenter - sax in Trapped in a Box
- Dan Hammerstedt - tromba in Trapped in a Box
- Alex Henderson - trombone in Trapped in a Box
- Stephen Perkins - tamburo in Spiderwebs

### Altri crediti
- Art director/design: Jolie Clemens
- Fotografia e coordinamento grafico: Nicole Frantz e Stephanie Hsu per Interscope Records
- Coordinamento packaging: Cindy Cooper per Interscope Records
- Copertina: Frank W. Ockenfels 3
- Note di copertina: Paris Montoya e Tom Lanham
- Masterizzazione: Brian "Big Bass" Gardner @ Bernie Grundman Mastering, Hollywood
- Post-engineering: Chuck Reed e Jared Andersen
- Direzione A&R: Mark Williams, Tony Ferguson per Interscope Records
- Management: Rebel Waltz, Inc.
- Rappresentanza legale: Goldring, Hertz & Liechtenstein
- Business Management: Provident Financial Management
- Booking: MOB Agency
- Booking (Europa): Primary Talent International Ltd.
- Assistente Band: Chris Fenn
- Interscope Records

## Successo commerciale
Il disco ha debuttato alla seconda posizione nella Billboard 200, vendendo 253 000 copie nella prima settimana. È stato certificato doppio disco di platino dalla Recording Industry Association of America (RIAA) il 21 luglio 2004 ed ha venduto 2,2 milioni di copie negli Stati Uniti. In Canada l'album è stato certificato doppio disco di platino il 13 giugno 2005, mentre è stato certificato disco di platino in Australia, Regno Unito, Nuova Zelanda e Norvegia; disco d'oro in Argentina e Svizzera.